# Frente Francisco Garnica
El Frente Francisco Garnica (FFG) fue una escisión del Ejército Popular de Liberación (EPL) de Colombia, que se desprendió del EPL en el año de 1991, llegando a un acuerdo con el gobierno colombiano hasta 1994. En el momento de la desmovilización el FFG contaba con 130 guerrilleros, así como el primer grupo perteneciente a la Coordinadora Guerrillera Simón Bolívar en desmovilizarse.

## Historia
Desde los años 70´s el frente existían como uno de los frentes más importantes dentro del EPL, nombrada así en honor al dirigente juvenil comunista colombiano Francisco Garnica, asesinado por el Ejército Nacional. Según exmiembros del Frente Francisco Garnica (FFG), resultó como una división entre Bernardo Gutiérrez y Francisco Caraballo, entre el Comité Ejecutivo y los mandos que estaban al frente del EPL a nivel nacional, siendo común el punto central del conflicto la desmovilización, que algunos veían como una trampa del gobierno colombiano, mientras que otros lo veían como una posibilidad para alcanzar un cambio importante a nivel social. El grupo ha negado ser responsable del secuestro y homicidio.
El grupo en su momento fue señalado por el secuestro y posterior asesinato del padre Javier Cirujano Arjona, encontrando su cadáver el 29 de mayo de 1993. Cirujano Arjona, fue religioso originario de Extremadura, que había sido el párroco de San Jacinto (Bolívar) durante treinta años y siempre estuvo en contra de la violencia, instando a los fieles a que la lucha armada no era la solución. La Archidiócesis de Cartagena de Indias ha iniciado el proceso para convertirlo en "mártir de la paz".

## Desmovilización
El 30 de junio de 1994 dejaron las armas el Frente Francisco Garnica, siendo oficial la desmovilización el 2 de julio de 1994. Esta negociación se identifico por lo rápido que se alcanzaron los acuerdos. El proceso permitió desmovilizar 150 guerrilleros y las autoridades autorizaron al Frente a convertirse en la Corporación Colombia Viva. El acto de dejación fue en el corregimiento de Cañaveral, municipio de Turbaco, Bolívar. En ese momento se entregaron 15 armas. Dos semanas después, el 15 de julio de 1994, fueron arrojados al mar 70 fusiles más y los explosivos se entregaron a la Armada Nacional de Colombia.
La clave en el acuerdo de paz resaltaba el acceso a la educación y una vida digna para los excombatientes, siendo acompañados estos procesos por distintas educativas de Colombia Según las autoridades del total de desmovilizados, uno era menor de edad, mientras que ocho excombatientes fueron asesinados.